# Рафал Мајка
Рафал Мајка (пољ. Rafał Majka; 12. септембар 1989) пољски је професионални бициклиста од 2011. године, који тренутно вози за UCI ворлд тур тим УАЕ тим емирејтс ХРГ. Двоструки је побједник брдске класификације на Тур де Франсу, а освојио је бронзану медаљу у друмској трци на Олимпијским играма. Два пута је освојио првенство Пољске у друмској вожњи, а по једном је освојио Тур де Полоње и Тур оф Словенију. Вуелта а Еспању је једном завршио на трећем мјесту, а Ђиро д’Италију је четири пута завршио у првих десет. На Тур де Франсу је остварио три етапне побједе, а на Вуелта а Еспањи двије.
Професионалну каријеру почео је 2011. у тиму Саксо банк—сунгард. Током прве двије сезоне није остварио запажене резултате, а 2013. завршио је Милано—Торино на другом мјесту и Ђиро ди Ломбардију на трећем. Године 2014. завршио је Ђиро д’Италију на шестом мјесту, а затим је освојио Тур де Полоње и брдску класификацију на Тур де Франсу, уз двије етапне побједе, након што је лидер тима — Алберто Контадор, због пада морао да напусти трку. Године 2015. остварио је једну етапну побједу на Тур де Франсу, након чега је завршио Вуелта а Еспању на трећем мјесту и Милано—Торино на другом.
Године 2016. завршио је Ђиро д’Италију на петом, након чега је освојио национално првенство у друмској вожњи, брдску класификацију на Тур де Франсу и бронзану медаљу у друмској трци на Олимпијским играма. Године 2017. прешао је у Бору—ханзгро, а исте године, освојио је Тур оф Словенију, након чега је Тур оф Калифорнију и Тур де Полоње завршио на другом мјесту и остварио је етапну побједу на Вуелта а Еспањи. Године 2018. завршио је Абу Даби Тур на петом и Ђиро ди Ломбардију на седмом мјесту, док је 2019. завршио Ђиро д’Италију и Вуелта а Еспању на шестом мјесту. Године 2020. завршио је Тирено—Адријатико на трећем мјесту, Тур де Полоње на четвртом и УАЕ Тур на петом мјесту.
Године 2021. прешао је у УАЕ тим емирејтс, гдје је углавном радио за Тадеја Погачара, а прве године, завршио је Тур оф Словенију на четвртом мјесту.

## Јуниорска каријера
Мајка је јуниорску каријеру почео 2007. године и прве сезоне је остварио победу на трци у Чешкој за јуниоре. 2008. године је освојио трку Тоскане, а 2009. године, трку Фиренца—Маре.
2010. године је освојио треће место на трци у Болоњи и треће место на трци Ђиро Ромања. Једину победу остварио је на трци Карпачија у Пољској.

## Професионална каријера

### Почетак каријере
Професионалну каријеру почео је 2011. у, тада Данском, тиму Саксо—Банк. Прве године, завршио је на 24 месту на Туру Пољске, а возио је и свој први гранд тур, Вуелта а Еспању. Мајка није имао много успеха на Вуелти и повукао се током етапе 16. До краја сезоне, завршио је на 26 месту на Ђиро ди Ломбардији и на 15 месту на купу Јапана.
Ни 2012. године није успио да оствари ниједну победу. Завршио је класик Сан Себастијан на 15 месту и Вуелта а Еспању на 32 месту. До краја сезоне је освојио седмо место на Туру Пекинга и треће на купу Јапана.
2013. године је возио по први пут Ђиро д’Италију, где је показао добру форму и до краја се борио за белу мајицу, за најбољег младог возача, али у кључним етапама је изгубио време и мајицу је освојио Колумбијац Карлос Бетанкур. На крају, завршио је Ђиро на седмом месту, осам минута иза победника Винченца Нибалија. Након Ђира, учествовао је на Туру Пољске, где је завршио на четвртом месту и освојио је класификацију по поенима. На Вуелта а Еспањи је завршио на 19 месту, а у финишу сезоне, освојио је друго место на класику Милано—Торино и треће на Ђиро ди Ломбардији.

### 2014
На почетку 2014. освојио је четврто место на Критеријуму Интернатионал. Након доброг резултата прошле сезоне, Мајка је опет био лидер Тинкофа на Ђиро д’Италији. Није остварио победу, али је завршио на шестом месту у генералном пласману и на трећем месту у класификацији за најбољег младог возача. Након Ђира, возио је Тур де Франс по први пут. Мајка је на Тур упао у задњем моменту, након што шје Роман Кројцигер био привремено суспендован. На Туру, Мајка је требало да буде први помоћник Алберта Контадора па је губио време на почетнин етапама. Међутим, Контадор је доживио пад због којег је морао да се повуче са Тура и Мајка је добио дозволу да се бори за етапне победе и тачкасту мајицу. На етапи 14. забележио је своју прву гранд тур победу, а затим је победио и на етапи 17. Добрим вожњама, Мајка је освојио тачкасту мајицу, за најбољег у брдској класификацији, испред Винченца Нибалија и Хоакима Родригеза. Након Тура, освојио је Критеријум Розелар и Тур Пољске, уз две етапне победе. Мајка је тако постао први Пољак који је освојио трку кроз Пољску откад је та трка део UCI календара.
На крају сезоне освојио је четврто место на УСА про челенџ трци.

### 2015
Сезону 2015. почео је на Тур оф Оман трци, где је освојио четврто место. Вуелта ал Паис Васко трку је завршио на 15 месту, Тур де Романди на седмом, а Тур де Свис на десетом. Пропустио је Ђиро да би помогао Контадору да освоји Тур де Франс. Мајка је победио на етапи 11, али Контадор је завршио на петом месту.
Након Тура, Мајка је возио Вуелта а Еспању, где му је циљ пре почетка био да заврши у топ 5. Током целе трке је возио добро, а на етапи 20, задњој брдској, успио је да се попне на треће место, након краха Тома Думулина који је са првог пао на пето место. У финишу сезоне, освојио је опет друго место на класику Милано—Торино.

### 2016
Сезону 2016. почео је на Тур де Сан Луис трци у Аргентини, где је завршио на седмом месту. На Ђиро д’Италији, Мајка је опет био лидер тима и напредовао је за једно место, освојио је пето место, четири минута иза победника Винченца Нибалија. Мајка се попео на четврто место након што је Илнур Закарин морао да се повуче због повреде.
Након Ђира, Мајка је опет био помоћник Контадора на Тур де Франсу, али Контадор је пао већ на првој етапи и у наредним етапама је губио време и, након новог пада, повукао се са Тура и Мајка је опет возио за брдску класификацију и успио је да је освоји убедљиво. Био је и близу четврте етапне победе на Туру, али га је на етапи 15 одспринтао Харлинсон Пантано. Након Тура, освојио је треће место на Критеријуму Розелар. Мајка је ушао у састав Пољског тима за Олимпијске игре 2016. у Рио де Женеиру и освојио је бронзану медаљу. Мајка је пратио напад Винченца Нибалија и Серхија Енаа. Изгледало је да ће они поделити медаље између себе, али су Нибали и Енао пали на спусту, на 11 километара до циља и Мајка је наставио сам. Ипак, није успио да се одбрани, ухватили су га Грег ван Авермат и Јакоб Фуглсанг и тај трио је дошао заједно на циљ. Мајка је био исцрпљен и није учествовао у завршном спринту, задовољио се трећим местом. Злато је освојио Грег ван Авермат.

### 2017
Први пут победи на Туру по Словенији, који је имао четири етапе, са завршном етапом 18. јуна 2017.